# Sion

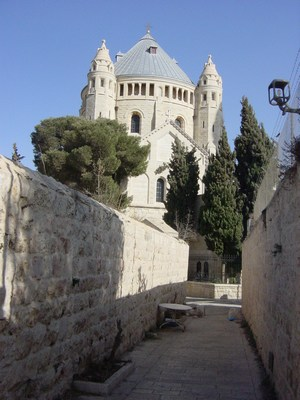
Bazilica Adormirii Maicii Domnului, sanctuar benedictin pe muntele Sion, cunoscut ca Dormitio sau Hagia Maria

Sion (ebraică: ציון, Tzion sau Țion) este amintit în Tanah  (ebr. תנ״ך tanah, TNK, biblia evreilor), mai întâi ca cetate a iebusiților, iar mai apoi ca așezare fortificată ebraică în vremea regelui David, fiind situat în zona colinei sau muntelui cu același nume, în partea de sud-est a Ierusalimului de azi . După cucerirea și întărirea cetății sub regii David și Solomon, iar mai apoi în perioada exilului babilonian, Sion a devenit treptat un simbol al speranței mesianice a evreilor. Această tradiție și-a găsit oglindirea în profețiile prorocului Isaia.